# Mordella luteoguttata
Mordella luteoguttata is een keversoort uit de familie spartelkevers (Mordellidae). De wetenschappelijke naam van de soort is voor het eerst geldig gepubliceerd in 1843 door Blanch.